# Salah Jday
Salah Jday, né le 19 février 1965, est un acteur, producteur et réalisateur tunisien.

## Filmographie

### Télévision
- 1990 : Hokm El Ayem d'Abdelkader Jerbi, Fradj Slama et Slaheddine Chelbi : Oussama
- 1992 : El Douar (ar) d'Abdelkader Jerbi : Salah
- 1993 : El Asfa d'Abdelkader Jerbi : le jeune Mounir
- 1994 : Amwej de Slaheddine Essid, Ali Ben Arfa et Ali Mansour : Belgacem
- 1995 : Faj Raml de Mohamed Ghodhbane et Hussein Mahnouch
- 1996 : Raya w Ghaïth de Fawaz Abdelky, Jilani Zribi et Mohamed Hammami
- 1999 : Ghalia de Moncef Kateb et Jamel Eddine Khelif
- 2000 :
  - Mnamet Aroussia de Slaheddine Essid : Larbi
  - Mattous de Hamadi Arafa, Ahmed Rajab et Ali Debb
- 2001 : Rayhana de Hamadi Arafa, Ahmed Rajab et Abdelkader Bel Hadj Nassr : Néji
- 2002 : Chams w Dhilal de Ezzedine Harbaoui et Jamel Chamseddine
- 2005 : Charâ El Hob de Hamadi Arafa et Moncef Lazaâr : Slim
- 2006 : Hayet w Amani de Mohamed Ghodhbane, Hssan Ghodhbane et Jamel Eddine Khelif : partie de l'équipe de détectives
- 2009 : Achek Assarab de Habib Mselmani : Abdallah Jelidi / Salem Meddah
- 2010 : Donia de Naïm Ben Rhouma, Néjib Mnasria et Mohamed Hizi : Rabeh
- 2012 : Onkoud El Ghadhab de Naïm Ben Rhouma, Hichem Akermi et Abdelkader Bel Hadj Nasr : Mohsen
- 2015 : Nsibti Laaziza (invité d'honneur de l'épisode 16 de la saison 5) de Slaheddine Essid : Kahtan
- 2016 :
  - Warda w Kteb d'Ahmed Rjeb : Mabrouk
  - Madrasat Al Rassoul d'Anouar Ayachi : Mohamed Ibn Wasseh
  - Chbih Maalih de Mongi Ferhani (invité d'honneur)
- 2025 : Oued El Bey de Raouia Marmouch[1]

### Radio
- 2010 : Sabra (série)
- 2011 : Awabed (série)

### Cinéma
- 1993 : Trip nach Tunis de Peter Goedel (de)
- 2006 : Saba Flouss (court métrage) d'Anis Lassoued
- 2015 : Conflit de Moncef Barbouch

### Théâtre
- La Troupe contre le mur (spectacle musical)
- Fazzeni Mertah (réalisation)
- 2017 : L'Épopée verte (à propos de l'épopée des Hilaliens)

### Réalisation
- 2012 :
  - Hatem Bettahar, martyr de la dignité
  - Elhamma, 01/2011
- 2013 : Le Voyage d'un pèlerin
- 2014 :
  - Au Creux de la vague[2]
  - Bonjour la Gazelle[3]